# チャイニーズ・フー・ドッグ
チャイニーズ・フー・ドッグ（英：Chinese Foo Dog）とは、中国およびアメリカ合衆国原産の犬種である。本種の出生に尽いては矛盾や疑問点が多く、専門家からは中国出身説を疑問視されている犬種でもある。

## 歴史
アメリカの本犬種クラブによると、本種は元々中国でおよそ3000年前に存在していた古代犬種で、絶滅していたかと思われていたが近年になってから中国の福建省で末裔が発見され、その個体を元に北欧のスピッツ犬種の血を借りて再構築したものであると主張している。しかし、多くの専門家はフー・ドッグは初めからアメリカで作出された新犬種で、古代犬種の再生版とするのは正しくないとする見解を出している。それによるとフー・ドッグは中国原産のチャウチャウと小型の愛玩犬種との交雑種を元に改良を行って作出されたものであると考えられている。
犬種クラブ側は、本種の先祖自体が福建省原産であると主張しているが、元々其処にフー・ドッグの元となる古代犬種が存在していなかった可能性は高いと考えられている。確かに福建省はフー・グレイハウンド（英：Foo Greyhound、中：福建細狗）という犬種の原産地ではあるが、フー・グレイハウンドはその名の通りグレイハウンドタイプの犬種で、フー・ドッグの様なスピッツタイプの犬種ではない。又、それは凡そ18世紀頃に作出された（諸説有り。ただし、紀元前に作られた犬種ではない）犬種である為、これを原種であると仮定しても存在していた年代に矛盾が残る。しかし、古代犬種が必ずしも存在していなかったとする確実な仮説はなく、福建省ではなく中国内の他の場所で生まれた古代犬種の最後の生き残りがたまたま福建省にいて、それを元に復元を行ったのではないかとする見方もあり、古代犬種の末裔であるという生い立ちを完全に否定する有力な仮説は立てられていない。
原産地をどこにするかについても論争の最中であるが、現在有力であるのはアメリカ合衆国を原産国として捉える考え方である。ただし、議論の進展によって中国原産として扱われる様になる可能性もあり、中立性を保つためウィキペディア日本語版では中国とアメリカの両方を原産地として記してある。既出のとおりフー・ドッグの末裔は年代は明らかにされていないがアメリカ合衆国に輸入され、そこで改良（再構築）され誕生した犬種である。フー・ドッグ誕生に当たって中国側の関与は殆どなく、アメリカ国内で再生・ブリーディングが行われていた。1990年代になってから中国にも正式に逆輸入されるようになった。
出生については論争点が多く残されているが、アメリカでは根強い人気があり、愛好家も多く存在する。しかし、まだメジャーな犬種になった事がない為、アメリカ以外では殆ど知られていないのが現状である。もうひとつの原産地とされる中国でも殆ど知られていないが、愛好家は存在する。

## 特徴
容姿はチャウチャウによく似ているが、眼つきは優しく、円い。立ち耳で上部についている。舌は青舌だけでなく、通常のピンク色の舌を持つものもいる。尾は巻き尾でふさふさしていて、コートは厚く豊かなロングコート。毛色はチャウチャウと同じく単色であるが、時にはブラック・マスクを持つものもいる。サイズ階級はスタンダード、ミニチュア、トイの3種がある。性格は明るく活発であるが、頑固で用心深い面もある。

## その他のおまけ補足
- フー・ドッグの先祖とされる犬種はティベタン・マスティフの様な古代犬種であるとされているが、どの犬種であるという詳細な情報はない。
- 本種の基礎となった犬は、別の説ではハン・ドッグとチベタン・マスティフの中間種の末裔であるとも言われている。
- 本種が古代犬種でなくチャウチャウを交配させたものを元に作出されたという説でも、ある意味では古代犬種の血を引いているといえる。なぜなら、チャウチャウもチベタン・マスティフ程古くないものの、古代犬種の一種であるからである。

## 参考
- 『デズモンド・モリスの犬種事典』デズモンド・モリス著書、福山英也、大木卓訳 誠文堂新光社、2007年